# Castello di caccia di Grunewald
Il castello di caccia di Grunewald (in tedesco Jagdschloss Grunewald) è il più antico castello di Berlino costruito nel 1542. La palazzina di caccia affaccia sulla riva del lago di Grunewald situata nel quartiere di Dahlem nella zona occidentale della città. Fu costruita in stile rinascimentale per il principe elettore Gioacchino II di Brandeburgo. Nel secolo XVIII fu in parte ristrutturato con elementi barocchizzanti. Oggi il castello è amministrato dalla Fondazione dei castelli e giardini prussiani Berlino-Brandeburgo ed è un museo. Ospita una esposizione di quadri provenienti dalle raccolte private dei principi del Brandeburgo, tra cui alcuni quadri di Lucas Cranach il Vecchio.